# Miguel Gomes
Miguel Gomes (Lisbona, 1972) è un regista e critico cinematografico portoghese.

## Biografia
Laureatosi alla Escola Superior de Teatro e Cinema di Lisbona, Miguel Gomes lavora inizialmente come critico cinematografico e autore di testi sul cinema.
Intraprende la carriera di regista nei primi anni duemila. Lavora con un gruppo di giovani produttori formatisi nella sua stessa scuola e si sforza, come altri registi della sua generazione, di creare film d'autore seguendo la tradizione innovativa del cinema portoghese, sia nella dimensione antropologica che artistica, tradizione rinnovata negli anni sessanta dal movimento del nuovo cinema che è in gran parte ispirato al Neorealismo italiano e alla Nouvelle Vague francese.
Favorito dai criteri normativi di sostegno statale alle opere prime e grazie al dinamismo del suo giovane produttore, in breve tempo gli saranno assegnati diversi riconoscimenti in festival nazionali e internazionali.
Il suo penultimo film, Tabu, ottiene il Premio FIPRESCI e il Premio Alfred Bauer alla sessantaduesima edizione dell'Internationale Filmfestspiele Berlin (2012).
Nel 2015 presenta alla Quinzaine des Réalisateurs il film Le mille e una notte - Arabian Nights, opera divisa in tre volumi di circa due ore, suscitando notevole attenzione da parte della critica per l'estrema originalità e audacia.

## Filmografia

### Lungometraggi
- A cara que mereces (2004)
- Aquele querido mês de agosto (2008)
- Tabu (2012)
- Le mille e una notte - Arabian Nights (As mil e uma noites, 2015)
- Diários de Otsoga (2021) - con Maureen Fazendeiro
- Grand Tour (2024)

### Cortometraggi
- Entretanto (1999)
- Inventário de Natal (2000)
- 31 (2002)
- Kalkitos (2002)
- Dinamitem a terra do nunca (2003)
- Pre Evolution Soccer's One-Minute Dance After a Golden Goal in the Master League (2004)
- Cântico das criaturas (2006)
- Carnaval (2009)
- Redemption (2013)

## Riconoscimenti
- Festival di Cannes
  - 2015 – In concorso alla Quinzaine des Rèalisateurs con Le mille e una notte - Arabian Nights
  - 2024 – In concorso per la Palma d'oro con Grand Tour
  - 2024 – Prix de la mise en scène per Grand Tour